# Cory Booker
Cory Anthony Booker (Washington, 27 aprile 1969) è un politico statunitense, senatore per lo stato del New Jersey dal 2013, primo senatore afroamericano del New Jersey.
In precedenza, è  stato trentaseiesimo sindaco di Newark, incarico da lui ricoperto dal 2006 al 2013. 

## Biografia
Booker nasce a Washington, e cresce ad Harrington Park, nel New Jersey, 32 km a nord di Newark. I suoi genitori, Carolyn Rose (nata Jordan) e Cary Alfred Booker, sono stati tra i primi dirigenti di colore della IBM.. Booker ha dichiarato di essere cresciuto in una famiglia religiosa, frequentando una piccola chiesa episcopale metodista africana nel New Jersey.
Studia alla Northern Valley Regional High School all'Old Tappan, dove gioca anche a football, entrando nella squadra di football americano USA Today All-USA del 1986. Si laurea alla Stanford University in scienze politiche nel 1991 e prende un master in sociologia l'anno successivo. Mentre è a Stanford, gioca sempre a football come tight end ed è compagno di squadra di Brad Muster e Ed McCaffrey;; fa parte anche del team All-Pacific-10 Academic. Dopo Stanford, Booker ottiene una borsa di studio Rhodes per studiare all'Università di Oxford, dove consegue la laurea con lode nella storia degli Stati Uniti nel 1994 come membro del Queen's College. Nel 1997 consegue il dottorato in giurisprudenza presso la Yale Law School, dove gestisce cliniche gratuite per residenti a basso reddito di New Haven, nel Connecticut.
Inizia come procuratore legale per l'Urban Justice Center di New York e coordinatore del programma del Newark Youth Project. Nel 1998 vince un seggio nel Consiglio municipale di Newark e, per attirare l'attenzione sui problemi dello spaccio di droga a cielo aperto e della violenza associata, intraprende uno sciopero della fame di 10 giorni vivendo in un primo tempo in una tenda e in seguito in un camper vicino alle aree di spaccio della droga della città. In consiglio Booker propone iniziative sull'edilizia, i giovani, l'ordine, l'efficienza e la trasparenza del municipio, ma è regolarmente messo in minoranza.
Politico del Partito Democratico, attivista comunitario, ex consigliere comunale di Newark, ha concorso una prima volta alla carica di sindaco nel 2002, sfidando senza successo lo "storico" sindaco Sharpe James.
Booker si è candidato nuovamente nel 2006, stavolta vincendo contro Ronald Rice. Il suo primo mandato da sindaco di Newark ha visto il raddoppio degli alloggi a prezzi accessibili e la riduzione del deficit di bilancio cittadino da 180 milioni a 73 milioni di dollari. È stato rieletto alla carica nel 2010. Ha corso contro il repubblicano Steve Lonegan nelle elezioni generali dell'ottobre 2013 negli Stati Uniti, vincendo con il 55% contro il 44% e diventando così il primo afroamericano ad essere eletto al Senato dopo Barack Obama. La notte prima della vittoria, Booker rese visita alla tomba del rabbino Menachem M. Schneerson, offrendo le sue preghiere e accendendo una candela di veglia in memoria del padre.
Il 1º febbraio 2019 annuncia la sua candidatura per la nomina democratica per la corsa alla presidenza nelle elezioni del 2020, che abbandona il 13 gennaio 2020: incapace di connettersi con la base del partito, fallisce ancor prima di partecipare alle primarie, essendo sempre rimasto per un anno a percentuali bassissime nei sondaggi.

### Record di oratoria parlamentare
Dal 31 marzo al 1º aprile 2025, da senatore, ha tenuto il discorso più lungo nella storia del Senato degli Stati Uniti, per protestare contro il secondo mandato presidenziale di Donald Trump e le attività del Dipartimento per l’Efficienza Governativa guidato da Elon Musk.
(sen. Booker, US Senate Records, 31 marzo 2025)
Booker ha iniziato a parlare alle 19:00 del 31 marzo e ha concluso alle 20:05 del 1º aprile 2025. Il discorso è durato 25 ore e 5 minuti, superando il precedente record stabilito dal senatore Strom Thurmond con il suo ostruzionismo di 24 ore e 18 minuti contro il Civil Rights Act del 1957.
Il Senato degli Stati Uniti non pone limiti di durata alla discussione salvo quando imposti da una cloture motion, metodo antiostruzionistico che nella fattispecie non è stato adottato; nella maggior parte dei casi, un senatore a cui sia stato concesso il permesso di parlare dal presidente ufficiale del Senato può farlo indefinitamente, a condizione che "rimanga in piedi" e "parli in modo più o meno continuo".
Il discorso è iniziato alle 19 del 31 marzo 2025, durante deliberazioni sulla nomina di Matthew Whitaker ad ambasciatore presso la NATO. È stato trasmesso in diretta su C-SPAN e in streaming sugli account TikTok, YouTube, Twitter e Instagram di Booker. Diverse testate giornalistiche hanno trasmesso il discorso in diretta, tra cui Associated Press, PBS, CBS News, MSNBC e The Guardian.
Booker ha ordinato a un assistente del Senato di rimuovere la sua sedia. Ha letto più raccoglitori ad anelli contenenti articoli da fonti bipartisan e lettere dei suoi elettori.
Booker ha dedicato l’inizio del suo discorso a John Lewis, attivista per i diritti civili e deputato, scomparso nel 2020. Il discorso era inteso come protesta contro ile politiche messe in atto da Donald Trump, comprese le iniziative per eliminare il Dipartimento dell’Istruzione, ignorare i mandati giudiziari e deportare i partecipanti alle proteste del 2024 nei campus universitari. Ha criticato Trump e il suo consigliere Elon Musk per aver "mostrato un completo disprezzo per lo stato di diritto, la Costituzione e i bisogni del popolo americano". Ha inoltre criticato il Dipartimento per l’Efficienza Governativa (DOGE) guidato da Musk.
Durante il discorso, ha ceduto la parola — mantenendo comunque il controllo della postazione di oratore — a diverse senatrici e senatori democratici, tra cui: Chuck Schumer (capogruppo di minoranza), Lisa Blunt Rochester, Chris Murphy, Dick Durbin, Andy Kim, Peter Welch, Kirsten Gillibrand, Adam Schiff, Raphael Warnock, Amy Klobuchar, Tammy Duckworth, Chris Coons, Tim Kaine, Angela Alsobrooks, Catherine Cortez Masto, Mark Kelly, Patty Murray, Tammy Baldwin, Angus King (indipendente che si unisce spesso ai democratici), Ed Markey, Tina Smith, Jeanne Shaheen ed Elizabeth Warren. Ha anche letto lettere da parte di cittadini.
Booker ha menzionato il senatore John McCain dell’Arizona e il suo voto decisivo contro l’American Health Care Act, un disegno di legge che avrebbe in parte abrogato l’Affordable Care Act. Ha letto per trenta minuti la testimonianza di Jasmine Mooney, una cittadina canadese detenuta dall’Ufficio Immigrazione e Dogane (ICE) degli Stati Uniti. Ha inoltre elencato durante il discorso una serie di ordini esecutivi emanati durante il secondo mandato di Trump.

## Vita privata
Dal 1992 è vegetariano e dal 2014 è vegano.
Dal 2019 ha una relazione con l'attrice Rosario Dawson. Nel 2020, tramite un programma televisivo, viene a sapere di essere cugino di primo grado della drag queen statunitense RuPaul.